# 아시카가 요시아키
아시카가 요시아키(일본어: 足利義昭 덴분 6년 음력 11월 13일(1537년 12월 15일) ~ 게이초 2년 음력 8월 28일(1597년 10월 9일))는 일본 무로마치 막부의 제15대 이자 마지막 쇼군이다.

## 생애
제12대 쇼군 아시카가 요시하루의 차남으로 일찍이 출가하여 이치조인 가쿠케이(一乗院覚慶)라는 법명을 받아 승려로 살고 있었으나, 형이자 제13대 쇼군 아시카가 요시테루가 마쓰나가 히사히데에게 암살당하자, 호소카와 후지타카 등 막부의 원로들의 도움을 받아 나라로 탈출하여 몸을 숨겼다. 이후 환속하여 요시아키(義秋)로 이름을 정했고, 제14대 쇼군인 아시카가 요시히데가 중병에 걸리자, 미노국의 다이묘 오다 노부나가의 도움으로 옹립되어 1568년 9월, 요시히데를 몰아내고 무로마치 막부의 제15대 정이대장군에 오른다.
그러나 오다 노부나가는 천하포무(天下布武)의 기치를 내어걸고 일본 전국을 통일하려 하는 등 야심을 드러내자, 이를 경계한 요시아키는 다케다 신겐, 아사쿠라 요시카게와 내응하여 노부나가 포위망을 결성, 노부나가를 고립시킨다. 그러나 다케다 신겐이 죽은 1573년, 이 포위망은 급격하게 와해되었고 배후에 쇼군인 요시아키가 있음을 알아챈 노부나가는 그의 권한을 정지시키고 그를 다시 승려로 출가시켰다. 이후 쇼산(昌山)이라는 법명을 출가하였으나 정이대장군의 관직을 아직 사임하지 않았고 이는 노부나가가 아케치 미쓰히데에게 죽은 혼노지의 변이 일어난 1582년 이후에도 그랬다.
1588년, 관백 겸 태정대신인 도요토미 히데요시가 요시아키를 황실의 인척에 준하는 대우를 하는 지위인 준삼후에 봉하자, 요시아키는 정이대장군 직을 비로소 사임하였다. 그 후, 1597년, 61세를 일기로 오사카에서 사망하였다.

## 같이 보기
- 도모성
- 호리성
- 야기성 (교토부)
- 간논지성 전투
- 혼코쿠지의 변
- 노다성·후쿠시마성 전투
- 구로이성 전투
- 아리오카성 전투

| 전임 아시카가 요시히데 | 아시카가씨 종가 당주 | 후임 단절 |

| 전임 아시카가 요시히데 | 제32대 정이대장군 1568년 ~ 1588년 | 후임 (도쿠가와 이에야스) |